# Řád akademických palem (Senegal)
Řád akademických palem (francouzsky: Ordre des Palmes académiques) je státní vyznamenání Senegalské republiky založené roku 1974.

## Historie
Řád byl založen zákonem č. 74-1280 ze dne 23. prosince 1974.

## Insignie
Řádový odznak má tvar fialově smaltované pěticípé hvězdy s cípy zakončenými kuličkami. Uprostřed je kulatý medailon s vyobrazením lví hlavy. Hvězda je položena na věnci.
Stuha je fialová se žlutým pruhem uprostřed.

## Třídy
Řád je udílen ve třech řádných třídách:

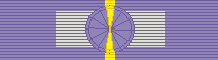
komtur
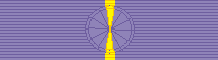
důstojník
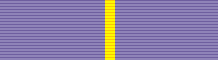
rytíř

- komtur
- důstojník
- rytíř